# Тимаков, Виктор Иосифович
Виктор Иосифович Тимаков (27 апреля 1910 или 27 апреля [10 мая] 1910, Калинино, Ядринский уезд, Казанская губерния, Российская империя — 9 октября 1975, Одесса, Одесская область, Украинская ССР, СССР) — советский военачальник, генерал-майор (1959).

## Биография
Окончил Казан. воен. пехот. училище (1931), Воен. академию им. М.В. Фрунзе (1941), Воен. академию Генерал. штаба Вооружён. Сил СССР (1949). В 1931–39 служил в Особой Дальневосточ. армии. Участник Вел. Отечеств. войны 1941–1945: начальник отделения штаба дивизии, начальник штаба 32-й, 357-й и 370-й стрелковых дивизий.
После войны – начальник штаба корпуса, старший военный советник в Румынской народной армии.
В 1955–1970 года начальник штаба Воронежского военного округа, затем Одесского военного округа.
С 1958 года в отставке, проживал в городе Одесса.

## Награды
- орден Ленина,
- орден Красного Знамени (трижды),
- орден Суворова 2-й степ.,
- орден Кутузова 2-й степ.,
- орден Красной Звезды (дважды),
- орден «Родина» 4-й степени (Румыния)[источник не указан 2947 дней]
- медали.